# Vermoeden van Goldbach
Het Vermoeden van Goldbach is een van de oudste onopgeloste problemen in de getaltheorie en in de gehele wiskunde. Het vermoeden werd geuit in een brief die Christian Goldbach in 1742 aan Leonhard Euler schreef. Het vermoeden luidt:
Elk even getal groter dan 2 kan geschreven worden als de som van twee, niet noodzakelijk verschillende, priemgetallen.
Dit vermoeden is door veel theoretici onderzocht, tot op heden zonder een definitief resultaat, maar met behulp van computers is het vermoeden gecontroleerd voor even getallen tot 4 × 1018, op 5 juni 2006, door Oliveira e Silva.
De meeste mathematici geloven dat het vermoeden waar is, meestal gebaseerd op statistische overwegingen van de waarschijnlijkheidsverdeling van de priemgetallen: heel grote even getallen kunnen meestal op zeer vele manieren als de som van 2 priemgetallen worden geschreven.
We weten dat een even getal als som van ten hoogste 6 priemgetallen kan worden geschreven, en in 1966 toonde Chen aan dat elk voldoende groot even getal geschreven kan worden als de som van een priemgetal en een getal met ten hoogste twee priemfactoren. 'Voldoende groot' betekent dat er hoogstens een eindig aantal uitzonderingen is. Het is echter niet bekend hoe groot de grootste uitzondering is, als er al een uitzondering bestaat.
Vermeldenswaard in dit verband is ook de bewezen stelling van Vinogradov, die stelt, dat elk 'voldoende groot' oneven getal te schrijven is als de som van 3 priemgetallen.

## Goldbach-getal
Een Goldbach-getal is een getal dat de som is van twee priemgetallen. Een paar priemgetallen waarvan de som zo'n getal is, heet een Goldbach-partitie. Mogelijke partities van de kleinste even getallen groter dan twee zijn:
4 = 2 + 2
6 = 3 + 3
8 = 3 + 5
10 = 3 + 7 = 5 + 5
...
100 = 3 + 97 = 11 + 89 = 17 + 83 = 29 + 71 = 41 + 59 = 47 + 53
...
Het aantal manieren waarop men 2n als som van twee priemgetallen kan schrijven (waarbij n begint bij 1) is:
0, 1, 1, 1, 2, 1, 2, 2, 2, 2, 3, 3, 3, 2, 3, 2, 4, 4, 2, 3, 4, 3, 4, 5, 4, 3, 5, 3, 4, 6, 3, 5, 6, 2, 5, 6, 5, 5, 7, 4, 5, 8, 5, 4, 9, 4, 5, 7, 3, 6, 8, 5, 6, 8, 6, 7, 10, 6, 6, 12, 4, 5, 10, 3,  ....